# پری‌شاهرخ سیاه‌پوش
پری‌شاهرخ سیاه‌پوش (نام علمی: Oriolus xanthornus) نام یک گونه از سرده پری‌شاهرخ است.